# A Night at Boomers, Vol. 1
| Recensione | Giudizio |
| ---------- | -------- |
| AllMusic   | [ 1 ]    |

A Night at Boomers, Vol. 1 è un album discografico Live a nome di Cedar Walton Trio, pubblicato dall'etichetta discografica Muse Records nell'ottobre 1973.

## Tracce
Lato A
1. Holy Land – 6:51 (Cedar Walton)
2. This Guy's in Love with You – 8:11 (Hal David, Burt Bacharach)
3. Cheryl – 8:41 (Charlie Parker)

Lato B
1. The Highest Mountain – 6:22 (Clifford Jordan)
2. Down in Brazil – 6:03 (Roy Burrowes)
3. St. Thomas – 10:14 (Sonny Rollins)
4. Bleecker Street Theme – 1:03 (Cedar Walton)

## Musicisti
- Cedar Walton - pianoforte
- Clifford Jordan - sassofono tenore (eccetto nel brano: This Guy's in Love with You[3])
- Sam Jones - contrabbasso
- Louis Hayes - batteria

Note aggiuntive
- Don Schlitten - produttore
- Registrato dal vivo il 4 gennaio 1973 al Boomer's di New York
- Michael DeLugg - ingegnere delle registrazioni
- Gary Giddins - note di retrocopertina album originale[4]